# 欲望に狂った愛獣たち
『欲望に狂った愛獣たち』（よくぼうにくるったあいじゅうたち）は、山内大輔監督の日本映画。

## 概要
2014年10月24日、ピンク映画として劇場公開。山内大輔の得意とするスプラッター要素を大きく打ち出した成人映画作品。プロデューサーに加藤義一を迎え、山内監督映画としては初のオーピー映画配給作品となる。
翌年開催の第27回「ピンク大賞」で最優秀作品賞受賞。本作の演技で里見瑤子は同助演女優賞を受賞。

## あらすじ
高校にろくに通わず卒業した杏子は小説家志望の恋人を養うため、風俗で働いていた。しかし突然小説家志望の恋人は首を吊り、杏子は働く意味、生きる意味を見失う。心が病んだ杏子は3年間口説かれた男に「お前の世界を変えてやる」の口説き文句を信じ結婚。風俗から足を洗ったが、その男鵜飼は豪邸に住むものの嫁とメイドを家畜同然に扱うことで性的興奮を覚える狂気の性癖の持ち主だった。杏子はガラスの灰皿で殴打し鵜飼を殺害し、逃亡する。
行きついた先は春樹との思い出の部屋。そこには仲睦まじい兄妹、圭介とエリカが住んでいた。事故物件扱いで安くなった部屋に肩寄せ合って暮らしているとても優しい2人と接する杏子だったが、やがて杏子は2人が革命を起こそうと犯罪に手を染めていることを知るのだった。

## 登場人物
杏子
演 ‐ みづなれい
春樹の夢を支えるため、個室サウナ・新世界に勤務する泡嬢。源氏名はルイ。突然、春樹がこの世から去り、絶望する。
エリカ
演 ‐ 春日野結衣
かつて杏子が住んでいた部屋に住む睦まじい兄妹の妹。世界転覆をたくらみ、密かにおやじ狩りで資金を集めている。
ミサ
演 ‐ 里見瑤子
鵜飼家で働く奇妙なメイド。元SMクラブの女王。
鵜飼
演 ‐ 世志男
謎の仕事をする杏子の客。生きがいを見失っていた杏子に3年間求婚し、やがて結婚する。悪趣味な性癖を持つ。
圭介
演 ‐ 岡田智宏
かつて杏子が住んでいた部屋に住む睦まじい兄妹の兄。実は世界転覆をたくらみ、爆弾を開発するテロリスト。
春樹
演 ‐ 津田篤
小説家を目指す杏子の恋人。ある日突然首をつり、自殺。小説は一作も仕上げることができなかった。モットーは「世界ヲ文学デ変革セヨ」。
小金井
演 ‐ サーモン鮭山
おやじ狩りをされたサラリーマン。復讐に燃え、ハンマー、包丁を持ち歩き、ガスバーナーで女子校生を焼く。
中年男
演 ‐ 鎌田一利
杏子の客のひとり。

## スタッフ
- 監督・脚本・音楽：山内大輔
- プロデューサー：加藤義一
- 撮影監督：田宮健彦
- 編集：有馬潜
- 録音：シネキャビン
- 特殊メイク：土肥良成
- 助監督…江尻大
- スチール：本田あきら
- 制作協力：VOID FILMS
- 製作：加藤映像工房
- 制作：VOID FILMS
- 提供・配給：オーピー映画